# Яле
Яле (также: нагатман) — изолированный папуасский язык. Распространён в 6 деревнях округа Аманаб провинции Сандаун, на северо-западе Папуа — Новой Гвинеи. Число носителей составляет около 600 человек (1991 SIL), из которых только 5 % — монолингвы. Характерный порядок слов: SOV.
Выделяют 2 довольно сходных диалекта. Язык имеет довольно стабильное положение и используется всеми возрастными группами. Многие молодые мужчины владеют также языком ток-писин. Носители являются главным образом охотниками-собирателями, ограниченно культивируют табак, сахарный тростник, батат и таро. Распространены межэтнические браки с соседними народами (одиай, абау и квомтари). Название «нагатман» на самом деле является названием одной из деревень, а не названием языка.

## Фонология
Алфавит языка яле: Aa, Bb, Ll, Ee, Ff, Gg, Hh, Ii,Yy, Jj, Kk, Mm, Nn, Oo, Ss, Tt, Uu,Ww. В языке есть дифтонги: iei (yei), i (ye), ia (ya), io (yo), ei, eu, ai, ao, au, ui, u, ua, uo, uu, ou, aii.

## Супрасегменталы (тон, ударение, долгота)
В языке яле существует следующие супрасегменталы:
1a 'so.lo — 'рыболовная сеть'
2a 'no.e — 'птица'
3a 'te.le — 'название деревни'
4a 'jo.wa — 'один'
5a a.'fo.lo — 'краткий'
1b so.'lo — 'глоток'
2b no.'e — 'женское имя'
3b he.'le — 'термит'
4b jo.'wa — 'без'
5b 'a.fu.lu — 'месить'
Существует несколько примеров ударений на последние слоги, и большинство этих слов имеют очень короткие слоги. Мы полагаем, что очень краткие слоги не учитываются в ударении, так что примеры 1b-4b считаются одним слогом для размещения ударения. Примером 5b считаются два слоговых слова для размещения ударения.
Есть немало случаев в языке яле, где слоги произносятся короче, чем обычно. Степень затруднение варьируется от почти без изменения до долготы по времени, когда пострадавший слог становится настолько коротким, что гласный едва воспринимается. Там один или несколько факторов, которые могут применяться одновременно, влияющий на степень затруднения.